# Campionati del mondo di atletica leggera 2017 - 5000 metri piani femminili
La gara dei 5000 metri piani femminili dei campionati del mondo di atletica leggera 2017 si è svolta il 10 e il 13 agosto.

## Podio
| Pos.    | Atleta       | Nazionalità | Tempo    |
| ------- | ------------ | ----------- | -------- |
| Oro     | Hellen Obiri | Kenya       | 14'34"86 |
| Argento | Almaz Ayana  | Etiopia     | 14'40"35 |
| Bronzo  | Sifan Hassan | Paesi Bassi | 14'42"73 |

## Situazione pre-gara

### Record
Prima di questa competizione, il record del mondo (WR) e il record dei campionati (CR) erano i seguenti.
| Record                | Prestazione | Atleta                  | Data                               | Competizione  |
| --------------------- | ----------- | ----------------------- | ---------------------------------- | ------------- |
| Record mondiale       | 14'11"15    | Tirunesh Dibaba Etiopia | 6 giugno 2008 Oslo, Norvegia       |               |
| Record dei campionati | 14'38"59    | Tirunesh Dibaba Etiopia | 13 agosto 2005 Helsinki, Finlandia | Mondiali 2005 |

### Campionesse in carica
Le campionesse in carica, a livello mondiale e olimpico, erano:
| Campione | Atleta                 | Prestazione | Data                                    | Competizione                |
| -------- | ---------------------- | ----------- | --------------------------------------- | --------------------------- |
| Olimpico | Vivian Cheruiyot Kenya | 14'26"17    | 19 agosto 2016 Rio de Janeiro (Brasile) | Giochi della XXXI Olimpiade |
| Mondiale | Almaz Ayana Etiopia    | 14'26"83    | 30 agosto 2015 Pechino (Cina)           | Mondiali 2015               |

### La stagione
Prima di questa gara, gli atleti con le migliori tre prestazioni dell'anno erano:
| Pos. | Atleta                 | Prestazione | Data                                         |
| ---- | ---------------------- | ----------- | -------------------------------------------- |
| 1    | Hellen Obiri Kenya     | 14'18"37    | 08 giugno 2017 Roma, Italia                  |
| 2    | Genzebe Dibaba Etiopia | 14'25"22    | 26 maggio 2017 Eugene, Stati Uniti d'America |
| 3    | Senbere Teferi Etiopia | 14'31"76    | 13 maggio 2017 Shanghai, Cina                |

## Risultati

### Batterie
Le batterie preliminari si sono svolte il 10 agosto 2017 a partire dalle ore 18:30.

Qualificazione: i primi cinque di ogni serie (Q) e i cinque tempi migliori tra gli esclusi (q) si qualificano alle batterie.
| Pos | Batteria | Nome                      | Nazionalità   | Tempo    | Note                          |
| --- | -------- | ------------------------- | ------------- | -------- | ----------------------------- |
| 1   | 1        | Hellen Obiri              | Kenya         | 14'56"70 | Q                             |
| 2   | 1        | Almaz Ayana               | Etiopia       | 14'57"06 | Q,                            |
| 3   | 1        | Senbere Teferi            | Etiopia       | 14'57"23 | Q                             |
| 4   | 1        | Susan Krumins             | Paesi Bassi   | 14'57"33 | Q                             |
| 5   | 1        | Shannon Rowbury           | Stati Uniti   | 14'57"55 | Q,                            |
| 6   | 1        | Sheila Chepkirui          | Kenya         | 14'57"58 | q,                            |
| 7   | 2        | Letesenbet Gidey          | Etiopia       | 14'59"34 | Q                             |
| 8   | 1        | Laura Muir                | Gran Bretagna | 14'59"34 | q                             |
| 9   | 2        | Sifan Hassan              | Paesi Bassi   | 14'59"85 | Q                             |
| 10  | 2        | Shelby Houlihan           | Stati Uniti   | 15'00"37 | Q,                            |
| 11  | 2        | Eilish McColgan           | Gran Bretagna | 15'00"38 | Q,                            |
| 12  | 2        | Margaret Kipkemboi        | Kenya         | 15'00"39 | Q                             |
| 13  | 2        | Karoline Bjerkeli Grøvdal | Norvegia      | 15'00"44 | q,                            |
| 14  | 2        | Molly Huddle              | Stati Uniti   | 15'03"60 | q                             |
| 15  | 2        | Kalkidan Gezahegne        | Bahrein       | 15'07"19 | q,                            |
| 16  | 1        | Yasemin Can               | Turchia       | 15'08"20 |                               |
| 17  | 1        | Alina Reh                 | Germania      | 15'10"01 | Miglior prestazione personale |
| 18  | 2        | Rina Nabeshima            | Giappone      | 15'11"83 | Miglior prestazione personale |
| 19  | 2        | Madeline Hills            | Australia     | 15'13"77 |                               |
| 20  | 1        | Ana Lozano                | Spagna        | 15'14"23 | Miglior prestazione personale |
| 21  | 1        | Bontu Rebitu              | Bahrein       | 15'16"70 | Miglior prestazione personale |
| 22  | 1        | Mercyline Chelangat       | Uganda        | 15'16"75 |                               |
| 23  | 1        | Andrea Seccafien          | Canada        | 15'19"39 |                               |
| 24  | 2        | Stella Chesang            | Uganda        | 15'23"02 |                               |
| 25  | 2        | Jessica O'Connell         | Canada        | 15'23"16 |                               |
| 26  | 1        | Ayuko Suzuki              | Giappone      | 15'24"86 |                               |
| 27  | 1        | Eloise Wellings           | Australia     | 15'25"92 |                               |
| 28  | 2        | Muriel Coneo              | Colombia      | 15'26"18 | Record nazionale              |
| 29  | 2        | Heidi See                 | Australia     | 15'38"86 |                               |
| 30  | 1        | Camille Buscomb           | Nuova Zelanda | 15'40"41 |                               |
| 31  | 2        | Stephanie Twell           | Gran Bretagna | 15'41"29 |                               |
| 32  | 2        | Yuliya Shmatenko          | Ucraina       | 16'40"36 |                               |
| 33  | 2        | Genzebe Dibaba            | Etiopia       | dns      |                               |
| 33  | 1        | Sarah Lahti               | Svezia        | dns      |                               |

### Finale
La finale si è svolta il 13 agosto alle ore 19:35.
| Pos | Nome                      | Nazionalità   | Tempo    | Note                                     |
| --- | ------------------------- | ------------- | -------- | ---------------------------------------- |
|     | Hellen Obiri              | Kenya         | 14'34"86 |                                          |
|     | Almaz Ayana               | Etiopia       | 14'40"35 | Miglior prestazione personale stagionale |
|     | Sifan Hassan              | Paesi Bassi   | 14'42"73 |                                          |
| 4   | Senbere Teferi            | Etiopia       | 14'47"45 |                                          |
| 5   | Margaret Kipkemboi        | Kenya         | 14'48"74 |                                          |
| 6   | Laura Muir                | Gran Bretagna | 14'52"07 | Miglior prestazione personale            |
| 7   | Sheila Chepkirui          | Kenya         | 14'54"05 | Miglior prestazione personale            |
| 8   | Susan Krumins             | Paesi Bassi   | 14'59"33 |                                          |
| 9   | Shannon Rowbury           | Stati Uniti   | 14'59"92 |                                          |
| 10  | Eilish McColgan           | Gran Bretagna | 15'00"43 |                                          |
| 11  | Letesenbet Gidey          | Etiopia       | 15'04"99 |                                          |
| 12  | Molly Huddle              | Stati Uniti   | 15'05"28 |                                          |
| 13  | Shelby Houlihan           | Stati Uniti   | 15'06"40 |                                          |
| 14  | Kalkidan Gezahegne        | Bahrein       | 15'28"21 |                                          |
| 15  | Karoline Bjerkeli Grøvdal | Norvegia      | dnf      |                                          |